# Електрическият воин Поригон
„Електрически воин Поригон“ (на английски: Dennō Senshi Porygon) е епизод от сериала „Покемон“, който остава в историята на Япония като най-опасното анимационно филмче, излъчвано някога по телевизията.

## История
На 16 декември 1997 г. 4000 японски деца тръпнат в очакване на новата серия на популярния нов сериал „Покемон“. След като тя свършва над 700 деца биват приети в болница с припадъци, нарушение на зрението, повръщане и други симптоми. Две от тях се оказват и с изключително рядкото заболяване — фотоепилепсия. Тази серия никога повече не бива излъчена по телевизията някога. Не е излизала никъде по света освен този път в Япония, но е качена в интернет.

## Сцената
Епизодът е базиран на покемона Поригон — същество от кибер пространството, което вкарва героите в компютъра на един професор. Оказва се, че компютърът е заразен с вирус и героите са обречени. Вирусът е нарисуван като ярки червени ракети. За да спаси приятелите си, Пикачу пуска силна светкавица, която взривява няколко ракети в редуващи се сини и червени светлини. Бързината на сменяне на цвета, комбинирана с ярката светкавица е сцената, която постига ужасния ефект.

## Последствия
Вследствие на тази катастрофа Поригон никога не е получил основна роля в „Покемон“, а бъдещите му форми — Поригон 2 и Поригон Z са единствените покемони, които никога не са се появявали в анимационния сериал.
„Саут парк“ и „Семейство Симпсън“ имат епизоди, базирани на този случай.
През 2000 г. в САЩ е направена цензурирана версия на серията, в която сцената е забавена, но така и не стига до ефир.
Книгата за световни рекорди на Гинес в изданието си от 2004 и геймърското от 2008 включва епизода в категорията „Най-фоточувствителни епилептични припадъци, причинени от телевизионно предаване“.